# Семигиновский-Элеутер, Ежи
Ежи Семигиновский-Элеутер (пол. Jerzy Siemiginowski-Eleuter; около 1660, Львов — 1711, там же) — польский художник.

## Биография
Его настоящее имя было Шимонович и, предположительно, он был сыном известного львовского художника Ежи Шимоновича-старшего армянского  происхождения. Благодаря поддержке короля Яна III Собеского, обучался в Италии и Франции. В 1682 году был удостоен награды Римской академии Святого Луки, стал её членом.
Вернувшись в Польшу, около года 1684, изменил своё фамилию на Элеутер (Eleuter, по-гречески «свободный»), а в 1701 году за деньги было усыновлëн обедневшей шляхетской семьëй Семигиновских.
Работал для короля Яна III Собеского, а затем короля Августа II Сильного в Жолкве и королевской резиденции — в Вилянуве в качестве придворного художника короля, декоратора и портретиста королевской семьи.
Королём Яном III Собеским был посвящён в шляхетство и неоднократно награждался.
Дружил со многими варшавскими мастерами конца XVII века — Тильманом ван Гамереном, Микеланджело Паллони, Мартино Альтомонте и др.

## Избранные работы
Один из крупнейших и высоко ценимых польских художников классического барокко 2-й половины XVII века. Признанный мастер портрета. В Жолкве и королевской резиденции — в Вилянуве выполнил для плафонов четыре аллегорические панно — «Весна», «Лето», «Осень» и «Зима».
Автор многих портретов членов королевской семьи, конного портрет королевской четы, полотен на аллегорические и религиозные сюжеты. Кисти Е. Семигиновского-Элеутера приписывают картины святой Анны (для костëла Св. Анны в Кракове) и Святого Себастьяна (для варшавского костëла Св. Креста), а также картины «Вакх», «Ариадна», «Святое семейство», хранящихся во Львовская галерее искусств.
Картины художника ныне находятся также в музеях и костëлах Рима, Кракова, Варшавы, Вильнюса, Вилянува и Олесского замка (Львовская область Украины).
Использовал также имена: Симонян Ежи, Шимонович-Семигиновский Ежи Элеутер, Юрий Шимонович Младший.
Умер в 1711 г.
- Аллегория Зимы
- Аллегория Весны
- Аллегория Осени
- Аллегория Лета
- Мадонна с младенцем
- Мадонна с младенцем и Св. Анна
- Королева Мария Казимира (Марысенька) в окружении детей
- Ян III Собеский под Веной

#### Armenian Art in Warsaw (18th and 19th Centuries), "Annales Universitas Apulensis. Series Historica", 15/II, 2011, p. 49-66.
Waldemar Deluga Daniel Dumitran.
Renaissance and Baroque Art and Culture in the Eastern Polish-Lithuanian Commonwealth (1506-1696)
Urszula Szulakowska
Cambridge Scholars Publishing, 29 jan. 2019 - 459 pagina'